# Echendu Osita
Echendu Osita (sinh ngày 4 tháng 2 năm 1987) là một cầu thủ bóng đá người Nigeria.